# Ann Curtis
Ann Curtis, född 6 mars 1926 i San Francisco, död 26 juni 2012 i San Rafael, var en amerikansk simmare.
Curtis blev olympisk mästare på 400 meter frisim vid sommarspelen 1948 i London.